# Euphranta solitaria
Euphranta solitaria är en tvåvingeart som beskrevs av Hardy 1983. Euphranta solitaria ingår i släktet Euphranta och familjen borrflugor. Inga underarter finns listade i Catalogue of Life.